# Fabio Caserta
Fabio Caserta (* 24. September 1978 in Melito di Porto Salvo) ist ein ehemaliger italienischer Fußballspieler und heutiger Fußballtrainer.

## Spielerkarriere
Nach fast zehn Jahren in den unteren Spielklassen wie Serie C oder D, wechselte Caserta 2004 in die Serie B, der zweithöchsten italienischen Spielklasse, zu Catania Calcio. In Catania avancierte er schnell zum Führungsspieler und Publikumsliebling. In der Saison 2005/06 gelang ihm mit Catania Calcio der Aufstieg in die Serie A. Nach der Saison 2006/07 unterzeichnete Fabio Caserta am 31. August 2007 einen Vertrag beim Aufsteiger US Palermo. Nach nur einem Jahr in Palermo wechselte er zur Saison 2008/09 zum Aufsteiger US Lecce. Im Folgejahr schloss er sich Atalanta Bergamo an, mit dem er nach einer Spielzeit in die Serie B abstieg. Im Juni 2010 unterzeichnete er einen Leihvertrag bei der AC Cesena, der für ein Jahr befristet Gültigkeit besaß.

## Trainerkarriere
Caserta übernahm nach seinem Karriereende den Posten des Co-Trainers der SS Juve Stabia. Nach nur einem Jahr wurde er zum Cheftrainer befördert, der er drei Jahre lang blieb. In dieser Zeit gelang ihm mit Juve Stabia der Aufstieg in die Serie B. Auch in seiner Zeit bei der AC Perugia Calcio von 2020 bis 2021 schaffte er den Aufstieg in die Serie B. Er wechselte daraufhin 2021 zum Zweitligisten Benevento Calcio, wo sich zu Beginn der zweiten Saison die Wege jedoch trennten. Ab 2023 betreute er bis Frühjahr 2024 den Ligakonkurrenten Cosenza Calcio. Im Sommer 2024 übernahm er US Catanzaro.

## Erfolge

### Als Spieler
- Aufstieg in die Serie A: 2005/06

### Als Trainer
- Meister der Serie C: 2018/19, 2020/21